# Малоберезанська сільська рада
| Малоберезанська сільська рада — орган місцевого самоврядування у Згурівському районі Київської області з адміністративним центром у с. Мала Березанка. Історична дата утворення: в 1929 році. Водоймища на території, підпорядкованій даній раді: р. Супій. Сільській раді підпорядковані населені пункти: - с. Мала Березанка - с. Левченкове |

## Склад ради
Рада складається з 14 депутатів та голови.

### Керівний склад ради
| ПІБ                       | Основні відомості                                                               | Дата обрання | Дата звільнення |
| ------------------------- | ------------------------------------------------------------------------------- | ------------ | --------------- |
| Петрина Раїса Михайлівна  | Сільський голова, 1963 року народження, освіта, член Партії 'Реформи і порядок' | 26.03.2006   | 31.10.2010      |
| Трикіша Віктор Вікторович | Сільський голова, 1966 року народження, освіта середня спеціальна, безпартійний | 31.10.2010   |                 |

Примітка: таблиця складена за даними джерела